# روحان (جبل)
جبل روحان (بفتح الراء المهملة) هو جبل في تهامة في ديار بني بحير الوهوب من قبيلة بلقرن، ويقع غرب وادي قنونا وجنوب غربي قرية السمرة في محافظة العرضيات في منطقة مكة المكرمة في المملكة العربية السعودية، وفي هذا الجبل غار به أثر كتابات قديمة يسمى غار الكُتَّاب.